# تأثير المؤسس

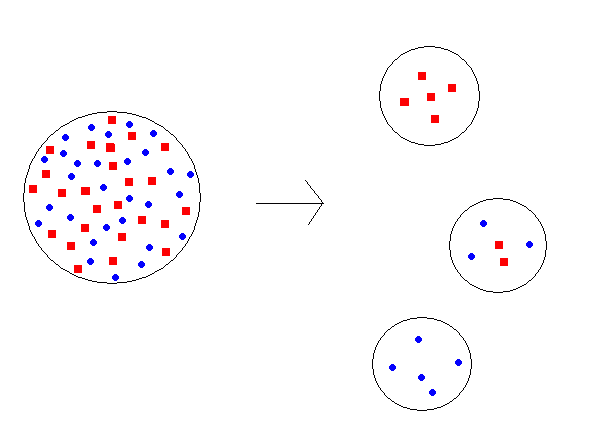
توضيح بسيط لتأثير المؤسس. فالسكان الأصليون يَقعون إلى اليسار وثلاث نماذج لسكان مؤسسين محتملين إلى اليَمين (طالع النص لشرح أكثر).

تأثير المؤسس في علم وراثة السكان هو خسارة مزايا وراثية تحدث عندما يَنشأ جيل جديد من السكان من عدد صغير جداً من الأفراد، الذين كانوا في السابق جزءاً من جماعة أكبر (مثلاً، مجموعة قليلة من الحيوانات نجت من حدث انقراض جماعي). كان إرنست ماير هو أول من وضع المفهوم الكامل لهذا المُصطلح في عام 1952، وقد استطاع عمل ذلك باستخدام أعمال نظرية أخرى قام بها علماء مثل سيوال رايت. كنتيجة لخسارة التميز الجيني، فربما يَكون سكان الجيل الجديد مختلفين إلى حد كبير عن أجدادهم من كلا الناحيتين الوراثية والشكلية. ويُعتقد أن تأثير المؤسس يُؤدي في بعض الحالات الاستثنائية إلى حدوث تنوع تطوري وإلى ظهور أنواع جديدة من المخلوقات أكثر تطوراً.
في الصورة الظاهرة إلى اليسار، يَملك السكان الأصليون عددين متساويين تقريباً من الأفراد الحمر والزرق، بينما تظهر مجموعات السكان المؤسسين الثلاث الأصغر حجماً أن أحد اللونين يُمكن أن يُصبح هو السائد أو المثبت (تأثير المؤسس)، وذلك نتيجة للانتقاء العشوائيّ من السكان الأصليين. ربما يُسبب أيضاً عنق زجاجة سكانية حدوث تأثير مؤسسٍ حتى لو لم يُمثل سكاناً جدداً تماماً.
تأثير المؤسس هو حالة خاصة من الانحراف الوراثي. بالإضافة إلى تعرض السكان الجدد لتأثير المؤسس، فكثيراً أيضاً ما يَكونون سكاناً صغيرين جداً ويُظهرون بسبب هذا حساسية متزايدة للانحراف الوراثي وتزايداً في التوالد الداخلي وتميزاً وراثياً منخفضاً نسبياً. يُمكن ملاحظة هذا الأمر في برك المورثات المحدودة لآيسلندا وجزيرة القيامة وجزر بيتكيرن. ومن الأمثلة الأخرى أيضاً على هذه الظاهرة النسبة الهائلة للسكان الصمّ في مارثاس فاينيارد التي أدت إلى تطور لغة إشارات مارثاس فاينيارد.

## تأثير المؤسس التسلسلي
يَحدث تأثير المؤسس التسلسليّ عندما يُهاجر السكان لمسافات طويلة. فنموذجياً تكون الحركة خلال هجرات المسافات الطويلة هذه سريعة نسبياً وتتبعها فترات من الاستيطان المؤقت. ولا يَحمل الناس في كل هجرة من هذه الهجرات سوى مجموعة صغيرة من كامل الجينات الوراثية التي حملوها في هجراتهم السابقة. وبمعنى آخر، فإن الاختلاف الوراثي يَأخذ بالازدياد مع ازدياد المسافات الجغرافية التي يَقطعها السكان. تتميز هجرة البشر خارج أفريقيا بتأثيرات المؤسس المتسلسلة. فأفريقيا تملك أعلى معدل من التنوع الجيني في العالم كله، وهذا متوافق مع نموذج النشأة الأفريقية للبشر الحديثين. وبعد هجرة هؤلاء البشر الأولية من أفريقيا كانت شبه القارة الهندية هي أول منطقة استوطنوها بشكل كبير، وبناءً على هذا فإن الهند تملك ثاني أعلى تنوع جيني في العالم. عموماً، فإن التنوع الجيني في الهند هو جزء من تنوع أفريقيا الجينيّ، والتنوع الجيني لبقية العالم هو جزء من تنوع الهند الجيني.